# Hauts et Bas à San Francisco
Hauts et bas à San Francisco est le sixième album de la série de bande dessinée belge Les Casseurs créée par le dessinateur Christian Denayer et le scénariste André-Paul Duchâteau. Paru en 1981, il est constitué de six histoires complètes publiées entre 1978 et 1981 dans Super Tintin et Tintin et éditées en album cartonné en janvier 1981 par les éditions du Lombard.

## Descriptions

### Personnages
- Al Russel
- Brock
- Le patron

## Publications

### Périodiques
- Super Tintin :
  - Témoin à abattre : récit complet de 5 pages au no 1 du 1er février 1978[1]
  - 250000$… crash : récit complet de 9 pages au no 6  du 2 octobre 1979[2]
  - Le Disque d'or : récit complet de 11 pages au no 7  du 18 décembre 1979[2]
  - Coucher de soleil à minuit : récit complet de 8 pages au no 12 du 24 mars 1981[3]
- Tintin :
  - Une bombe à tout casser ! :
    - Belgique : récit complet de 6 pages au no 49 du 2 décembre 1980[4]
    - France :  récit complet de 6 pages au no 273 du 2 décembre 1980[5]

  - Hauts et bas à San Francisco : récit complet de 6 pages au no 296 du 12 mai 1981[3]

### Album
- 6 Hauts et bas à San Francisco, Le Lombard, janvier 1981
Scénario : André-Paul Duchâteau - Dessin : Christian Denayer